# 1144 هـ
1144 هـ هي سنة في التقويم الهجري امتدت مقابلةً في التقويم الميلادي بين سنتي 1731 و1732.

## وفيات
- أحمد بن زين الحبشي